# Некрасова Елла Георгіївна
Елла Георгіївна Некрасова (нар. 11 серпня 1926 — пом. 13 лютого 2008, Москва) — радянська кіноакторка. Заслужена артистка РРФСР (1989).

## Біографія
Народилася 11 серпня 1926 року.
У 1952 році закінчила акторський факультет ВДІКу.
У 1952—1990 роках — акторка Театру-студії кіноактора в Москві.
У кіно знімалася з початку 1950-х років — в основному в епізодах або невеликих ролях, брала участь в озвучуванні іноземних фільмів.
Померла на 82-му році життя 13 лютого 2008 року в Москві, похована на Єршовському кладовищі (Одинцовський район Московської області).

## Фільмографія
- 1952 — Підкорювачі вершин — епізод
- 1954 — Вони спустилися з гір —  лаборантка
- 1959 — Я вам пишу... —  Олена
- 1960 —  Кресало —  Принцеса  (дубляж ролі Барбари Веланд)
- 1965 — Дзвонять, відчиніть двері —  дружина Коркіна
- 1965 — Повз вікон йдуть поїзди —  Раїса Василівна, старша вихователька в інтернаті, вчителька біології
- 1965 — На завтрашній вулиці —  Ася Платонова, дружина начальника будівництва
- 1966 — Айболить-66 —  учасниця пантоміми
- 1968 — Зустрічі на світанку —  Таська Чірева
- 1970 —  Один з нас —  Матильда Гапоненко, співачка в ресторані «Савой»
- 1971 — Алло, Варшава! —  Маша з Півночі
- 1971 —  Телеграма —  екскурсоводка
- 1973 — Неймовірні пригоди італійців у Росії —  модельєрка
- 1973 — Нові пригоди Доні і Міккі —  працівниця автозаправки
- 1973 — За власним бажанням — епізод
- 1973 — Вічний поклик (14-та серія) —  мама Ольги, лікарка
- 1974 — Шпак і Ліра —  працівниця пошти
- 1977 — Катіна служба — епізод
- 1978 — Здається квартира з дитиною —  Євгенія Іллівна, вчителька хімії
- 1979 —  Нерозділене кохання — епізод
- 1980 —  Альоша —  Олена Станіславівна, секретарка директора технікуму
- 1980 — Коней на переправі не міняють —  офіціантка
- 1980 — Про бідного гусара замовте слово —  провінційна акторка
- 1981 — Відпустка за свій рахунок —  мати Олени
- 1982 — Чоловічий почерк — епізод
- 1982 — Не хочу бути дорослим — епізод
- 1982 — Побачення з молодістю —  Катя, секретарка Полякова
- 1983 — Підліток —  Дар'я Онисимівна
- 1983 — Людина на полустанку —  Федосіївна
- 1985 — Салон краси —  клієнтка, якій перепалили волосся
- 1988 — Аеліто, не приставай до чоловіків —  працівниця хімкомбінату
- 1991 — Чарівні прибульці —  адміністраторка «Червоних очеретів»